# Mount Sinai (Grenada)
Der Mount Sinai ist ein 594 Meter hoher Gipfel des zentralen Schichtvulkans im Süden der karibischen Insel Grenada. Er bildet zusammen mit Mount Lebanon (598 m), South East Mountain (492 mm) und Mount Maitland (397 m) einen Bergkamm, der sich von St. George’s im Südwesten nach Nordosten zieht und am Balthazar River in der Nähe von Grenville endet. Der Gipfel liegt im Gebiet des Parish Saint Andrew, aber knapp an der Grenze zu Saint David (S) und Saint George (W).